# Moose Garden

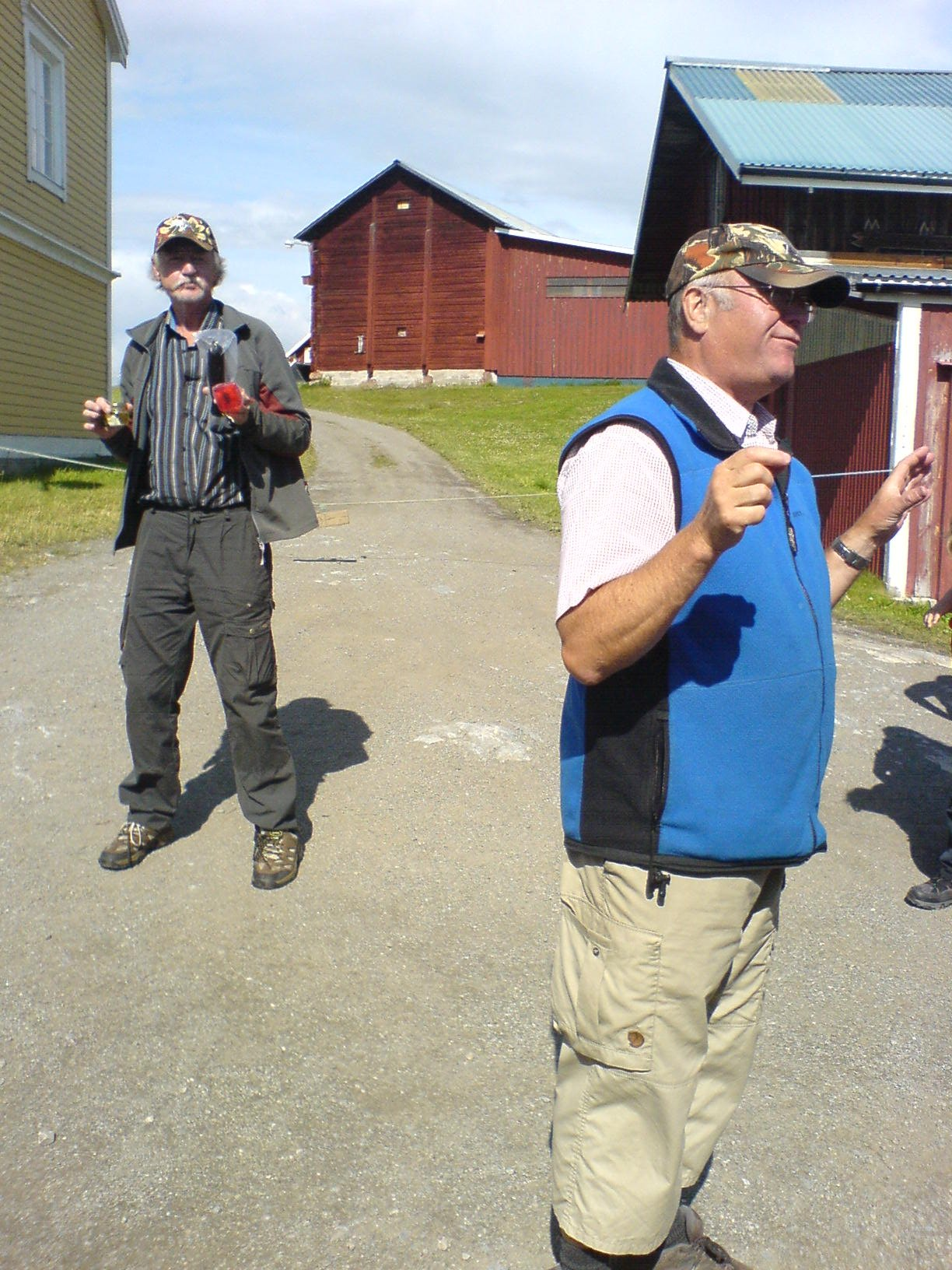
Gründer Sune Häggmark (rechts) und Tierpfleger Bengt Nilsson (links) im Juli 2008

Moose Garden ist ein auf Tourismus ausgerichtetes Unternehmen in Orrviken in der schwedischen Gemeinde Östersund der Provinz Jämtland, das einen Hof mit angrenzendem Gehege zur Besichtigung von Elchen bewirtschaftet und Naturprodukte vertreibt. Das Gelände befindet sich 13 Kilometer südwestlich der Stadt Östersund auf einer Anhöhe oberhalb des Sees Storsjön und umfasst eine Fläche von etwa 15 Hektar.

## Geschichte

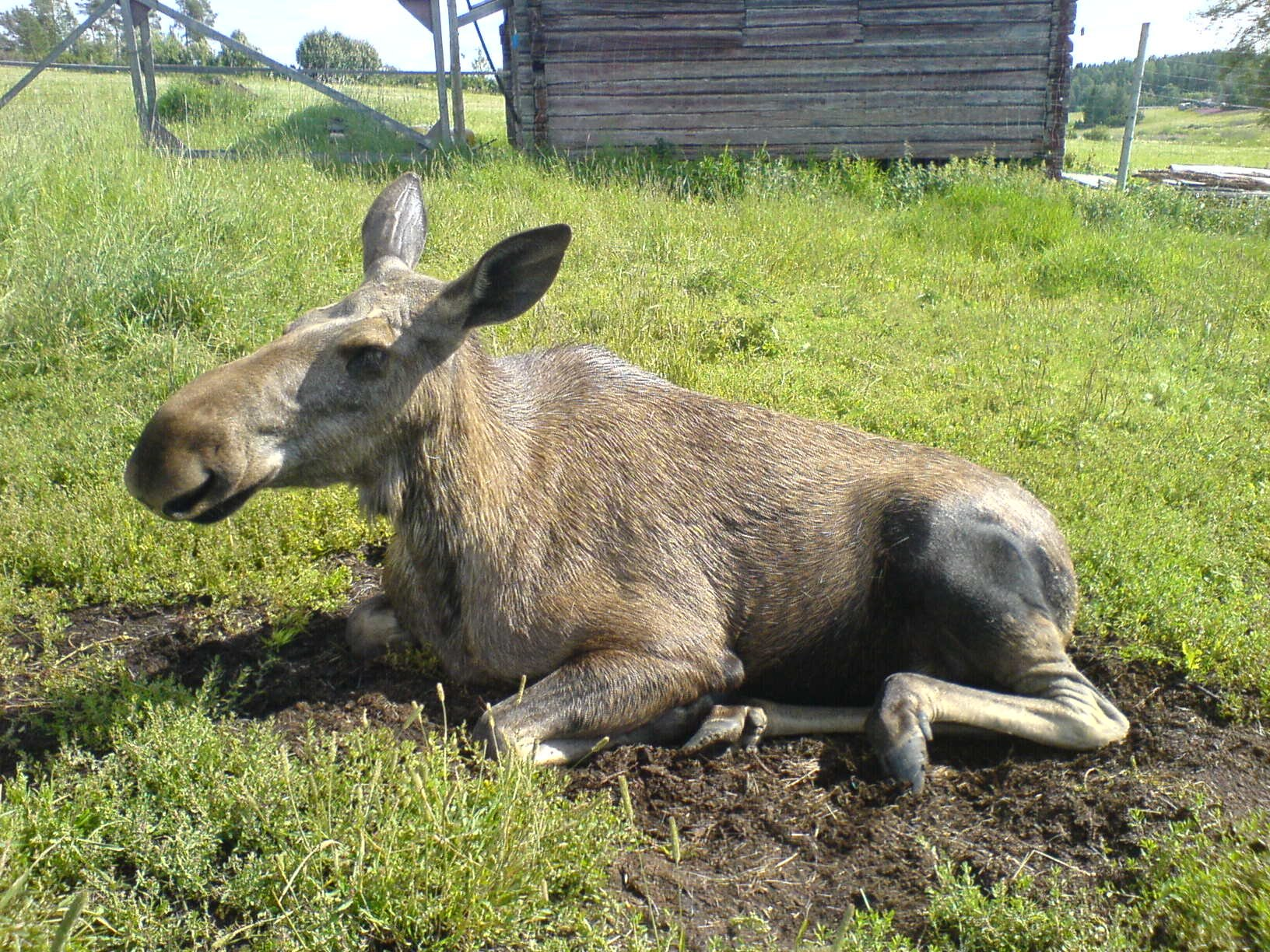
Elchkuh im Juli 2008

Im Herbst 1997 startete das Projekt mit der Aufzucht der beiden Elchkälber Ludde und Ronja, deren Mütter bei Unfällen ums Leben kamen. Das Areal befand sich zu dieser Zeit noch an einem anderen Ort und wurde im Sommer 1998 auf ungefähr fünf Hektar erweitert. Im darauf folgenden Frühjahr kam das erste Kalb Elvira zur Welt. Noch im selben Jahr wurde ein Verfahren entwickelt, Papier aus Elchexkrementen herzustellen – ein zu 100 Prozent umweltverträgliches Produkt, dessen Herstellung in Handarbeit als einzigartig gilt.
Zwei Jahre nach der Gründung wurde im Herbst 1999 ein Hof mit Gebäuden aus dem 18. Jahrhundert und einem größeren Gehege für die Tiere erworben. Die bis zum gegenwärtigen Zeitpunkt genutzte Landschaft umfasst Acker- und Waldfläche, einen Berg, zwei Bachläufe und ein Damm. Mit der räumlichen Erweiterung wurde die Voraussetzung geschaffen, Besucher für einen längeren Zeitraum unterbringen zu können.
2004 entstanden in Hornöberget (Höga Kusten) und Duved (Jämtlands län) weitere Filialen in Schweden. Auch in Polen wurde südlich von Danzig im Jahr 2006 eine ähnliche Anlage namens Łosiowa Dolina eröffnet.
Bekanntheit erlangte Moose Garden durch den Besuch prominenter Athleten anlässlich von Wintersportveranstaltungen im nahegelegenen Östersund. Mitte 2008 erhielt ein neugeborenes weibliches Kalb den Namen Neuner zu Ehren der erfolgreichen deutschen Biathletin Magdalena Neuner, die die Elchfarm zusammen mit ihren Mannschaftskolleginnen während der Biathlon-Weltmeisterschaften 2008 besucht hatte. Im Mai 2011 und 2012 wurde die Elchkuh selbst Mutter jeweils zweier Jungtiere.
Bei der Namensgebung stehen auch Verwandte und Bekannte des Besitzers sowie Stammgäste Pate. Zur Regulierung des Bestandes werden Tiere zuweilen an andere Parks oder Reservate verkauft.

## Produkte und Dienstleistungen
Während der Sommermonate Juni bis August finden dreimal täglich kostenpflichtige Führungen statt. Die Tiere können dabei aus nächster Nähe beobachtet, fotografiert, gestreichelt und gefüttert werden. Zwei Webcams (genannt Moose Cams) übertragen Livebilder aus dem Gehege rund um die Uhr im Internet. Außerhalb der Feriensaison ist eine Voranmeldung erforderlich. Für Übernachtungsgäste stehen kleine Holzhäuser als Unterkunft bereit. Darüber hinaus dient die Elchfarm als Veranstaltungsort für Konferenzen.
Im Empfangsgebäude befinden sich ein Café und ein Souvenirladen, in dem Artikel im Zeichen des Elches zum Verkauf stehen – neben überwiegend handwerklichen Produkten auch Elchkäse, produziert aus extrem fetthaltiger Elchmilch, sowie Elchpapier. Letzteres gehört zu den ungewöhnlichsten Vertretern der gesamten Angebotspalette. Die Elche fressen Reisig und Waldabfälle, so dass deren Exkremente später Cellulose mit Spuren von Holzfasern enthalten. Nach Veredelung des Ausgangsmaterials entsteht ein dünnes hellbraunes Papier, das leicht nach Baumrinde riecht. Anschließend wird der Rohstoff zu Schreibpapier, Visitenkarten, Postkarten, Speisekarten, Souvenir-Geldscheinen in unterschiedlichen Währungen und anderen Erzeugnissen weiterverarbeitet.
Für Smartphones wurde eine eigene Moose-Garden-App entwickelt.